# オリンピセン
オリンピセン（Olympicene）は5つの環からなる有機炭素系分子であり、それらの環のうち4つはベンゼン環であり、オリンピックの五輪マークの形に結合されている。
オリンピセンは、オックスフォード大学のグレアム・リチャーズとアントニー・ウィリアムズにより、2012年のロンドンオリンピック開催を祝して、2010年3月に考えられた。この分子は、英国のウォーリック大学の研究者Anish Mistryとデビッド・フォックスにより初めて合成された 。また、シカゴ大学のアンドリュー・バレンタインとDavid Mazziottiが、オリンピセンとその異性体の相対エネルギーを量子電子構造計算で最初に予測した。

## 電子数
オリンピセンは、その環系に18個のπ(パイ)電子を持ち、平面構造の分子であるため、芳香族分子になる。ただし、中央の環は芳香環ではない。

## 関連化合物
非常に類似した分子（ベンゾ[c]フェナントレン）は以前から知られており、ちょうどオリンピセン分子から中央の-CH2-スペーサーを取り除いた構造である
 。この分子は、X線結晶学により研究されており、2つの水素原子間の立体的な衝突のために、分子は平面状にはならない 。 一方、オリンピセンでは、2つの環の間に立体的衝突が存在せず、平面構造を取ることができる。
オリンピセンの-CH2-スペーサーがケトン基 （Ｃ＝Ｏ）で置換されている ナフトアントロンが、数十年前から知られている 。また、CH2 スペーサーが、酸素や硫黄原子で置換された分子も知られている 。硫黄原子に置換された分子は、C-S-C角が104.53°であり、これは硫黄原子がsp2 ではなく、むしろsp3混成軌道であることを示すと考えられている。これは、硫黄原子が分子のπ軌道の一部ではないことを示唆している。
ノッティンガム大学のマーティン・ポリアコフは、オリンピセンのオリンピック環は、カテナンのように鎖状のつながりでなく、「触っている」だけであると指摘している。カテナンのような鎖状のオリンピック分子は、1994年にFraser Stoddartによって合成され、オリンピアダンと名付けられた。

オリンピックシンボル、鎖状につながっている。
オリンピセン
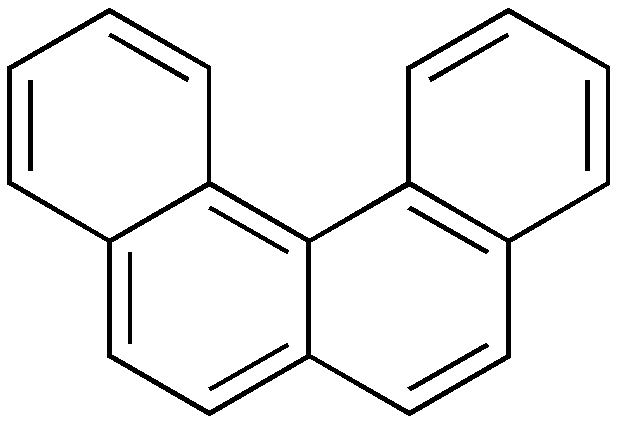
ベンゾ[c]フェナントレン
ナフトアントロン
オリンピアダン

## 合成
オリンピセンの合成は、ピレンカルボキシアルデヒドのウィッティヒ反応を用いて開始する。必要なイリドを得るために、まずトリフェニルホスフィンをブロモ酢酸エチルと反応させてホスホニウム塩を形成する。 この塩を穏やかな塩基で処理した後、トルエン中でイリドをアルデヒドと反応させる。 酢酸エチル中、水素とパラジウムを用いて、α,β不飽和カルボニル化合物を水素化した後、エステルを水酸化カリウム、酸、次いで塩化チオニルを用いて酸塩化物に変換する。 ジクロロメタン中、塩化アルミニウムを用いてフリーデル・クラフツ反応させ、ケトンを形成する。このケトンを水素化アルミニウムリチウムを用いて還元すると、アルコールの3,4-ジヒドロ-5H-ベンゾ[cd]ピレン-5-オールが得られ、その化合物を酸性のイオン交換樹脂で処理して、最終生成物のオリンピセンを得る。

## 画像
走査型トンネル顕微鏡により最初に撮影された。2012年には、チューリッヒのIBMの研究者らが、もっと詳細な画像を得るために非接触式の原子間力顕微鏡で撮影を行なった。